# Vervoerkamer
De Vervoerkamer is een onderdeel van de Nederlandse Mededingingsautoriteit. 
Deze kamer houdt sectorspecifiek (mededingings)toezicht op (onder andere) de spoorsector, de luchthaven Schiphol en overig openbaar vervoer als tram-, metro- en busvervoer.
Het toezicht wordt uitgevoerd in opdracht van het ministerie van Verkeer en Waterstaat. Het toezicht richt zich op het naleven van wettelijke normen en verplichtingen met betrekking tot de dienstverlening in de vervoersector. Tevens wordt door de Vervoerkamer het marktgedrag van ondernemingen in deze sector gemonitord.

## Toezicht
De Vervoerkamer ontleent haar bevoegdheid aan de Wet personenvervoer 2000 (Wp2000) inclusief de Concessiewet personenvervoer per trein, de Spoorwegwet en de Wet luchtvaart. In de toekomst zal ook de wetgeving over loodsen door de Vervoerkamer gehandhaafd worden. Voor het loodswezen is de wetgeving nog in de maak, voor de overige vier wetten is vastgelegd aan welke eisen de verschillende spelers in de vervoersector moeten voldoen om een goed functioneren van de markt te kunnen bewerkstelligen.

## Taken van de Vervoerkamer

### Spoorwegwet
De taken van de Vervoerkamer voor de spoorsector zijn gebaseerd op de Spoorwegwet. Het toezicht is primair gericht op de contractuele relatie tussen aanbieders van spoorwegdiensten (beheerders en houders van bijzondere diensten en voorzieningen) en partijen die actief zijn op de transportmarkt, de spoorwegondernemingen. Daarbij wordt specifiek gelet op de gedragingen van de beheerder aangezien deze het alleenrecht heeft om overeenkomsten met vervoerders aan te gaan. Het toezicht op de relatie tussen de houder van bijzondere diensten en voorzieningen (BDV–houder) en de vervoerder is er op gericht dat vervoerders onder dezelfde voorwaarden en tegen een redelijke prijs toegang hebben tot de bijzondere diensten en voorzieningen.
De taken van de Vervoerkamer betreffen toezicht op:
- naleving door de infrabeheerder van een deel van de concessievoorschriften voor het beheer van het hoofdspoor;
- non-discriminatoire toegang tot de spoorinfrastructuur;
- de inhoud, het tijdig en via de juiste procedure opstellen en beschikbaar stellen van de netverklaring (de prospectus van de infrabeheerder);
- non-discriminatoire toegang tot bijkomende diensten en voorzieningen op en om het spoor;
- de nakoming van de eisen aan toegangsovereenkomsten;
- de non-discriminatoire verdeling van de capaciteit van het spoorwegnet en andere noodzakelijke spoorvoorzieningen en kaderovereenkomsten;
- de vergoeding voor het gebruik van het spoor (gebruiksvergoeding);
- en het goedkeuren van meerjarige kaderovereenkomsten tussen beheerder en vervoerder.

### Gemeentelijke vervoerbedrijven
Op grond van de Wp2000 houdt de Vervoerkamer toezicht op de gemeentelijke vervoerbedrijven. Deze wet schrijft voor dat gemeentelijke vervoerbedrijven alleen openbaar vervoer en de daarmee samenhangende werkzaamheden mogen uitvoeren. Zo moet worden voorkomen dat het gemeentelijk vervoerbedrijf oneerlijk concurreert met andere bedrijven. De activiteiten die niet door het gemeentelijk vervoerbedrijf mogen worden verricht, moeten worden afgesplitst en dienen te worden ondergebracht in een privaatrechtelijke rechtspersoon. Hierop ziet de Vervoerkamer toe. Verder moeten gemeentelijke vervoerbedrijven jaarlijks een verklaring op laten stellen door een onafhankelijke deskundige. Met deze verklaring wordt inzicht verschaft in de financiële verhoudingen tussen het gemeentelijk vervoerbedrijf en haar dochter- en zustervervoerders. De Vervoerkamer toetst deze verklaring. Daarnaast moeten gemeentelijke openbaarvervoerbedrijven sinds 1 januari 2007 een boekhoudkundige scheiding aanbrengen tussen bus- en rail(tram en metro)activiteiten. De Vervoerkamer toetst of deze scheiding voldoende is aangebracht.

### Luchthaven Schiphol
De Wet Luchtvaart regelt het toezicht op de tarieven die luchtvaartmaatschappijen aan de luchthaven Schiphol betalen voor het laten landen, opstijgen en parkeren van vliegtuigen en voor de afhandeling van passagiers en hun bagage. De Vervoerkamer controleert of de exploitant van luchthaven Schiphol bij het opstellen van deze tarieven geen misbruik maakt van haar positie als enige aanbieder van dergelijke diensten. Daartoe worden regels gesteld aan de tarieven en aan de onderhandelingen tussen Schiphol en de van haar afhankelijke luchtvaartmaatschappijen.
Verder houdt de Vervoerkamer toezicht op het correcte verloop van het consultatieproces dat de exploitant van de luchthaven Schiphol bij de jaarlijkse wijziging van tarieven en voorwaarden moet doorlopen. Voor deze tarieven geldt de eis van kostenoriëntatie en zullen regels gelden voor toedeling van activa en rendement. De voorwaarden moeten onder andere redelijk en niet-discriminerend zijn. Zo is het Schiphol bijvoorbeeld niet toegestaan hogere tarieven voor gereguleerde activiteiten te berekenen dan de kosten plus een vooraf berekend redelijk rendement.  
De Vervoerkamer ziet voorts toe op de behandeling van klachten van luchtvaartmaatschappijen en belanghebbenden over het consultatieproces en de uitkomsten daarvan, inclusief het door Schiphol hanteren van niet-goedgekeurde tarieven en/of voorwaarden.